# Steinkreis von Kealkill

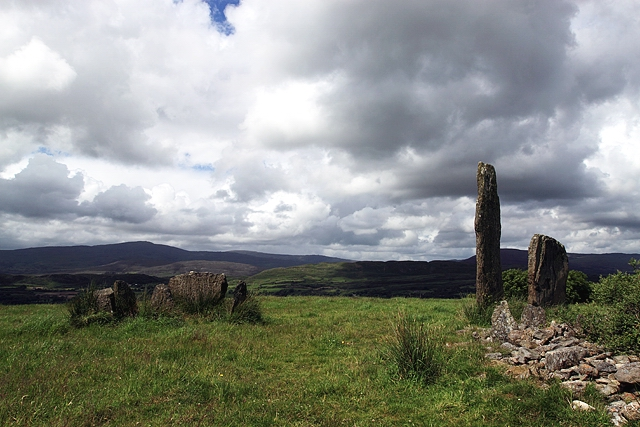
Kealkil der Steinkreis links – ein Stück des Cairns rechts

Der Steinkreis von Kealkill liegt im Townland Kealkill (irisch An Chaolchoill – deutsch „der schmale Wald“) nahe dem gleichnamigen Ort, an der R584, über der Bantry Bay im County Cork in Irland. Es handelt sich um einen von 55 für Südwestirland typischen fünfsteinigen (Five Stone oder Axial Stone Circle) Steinkreisen der Cork-Kerry-Serie, die es in der Region häufig gibt.
- Der Kreis von Kealkill besteht aus einem Ring von fünf mittelgroßen, einzeln stehenden Steinen. Diese Gruppierung wird als „radial-stone cairns“ bezeichnet. Im Kreisinneren wurden kreuzförmig angeordnete Schwellen gefunden, die einen Pfosten oder einen Stein gestützt haben. Kealkill ist einer von wenigen ausgegrabenen Steinkreisen.

- Zum Kreis gehören zwei in der Nähe aufgestellte Menhire, von denen einer eine Resthöhe von über vier Metern aufweist. Ursprünglich war er über sechs Meter hoch. Wie die meisten außenstehenden Menhire (englisch outlier) liegen sie auf der Nordost-Südwest-Achse, auf die auch der Kreis mit seinem „axialen Stein“ und dem Portal ausgerichtet ist.

Steinkreis von Kealkill
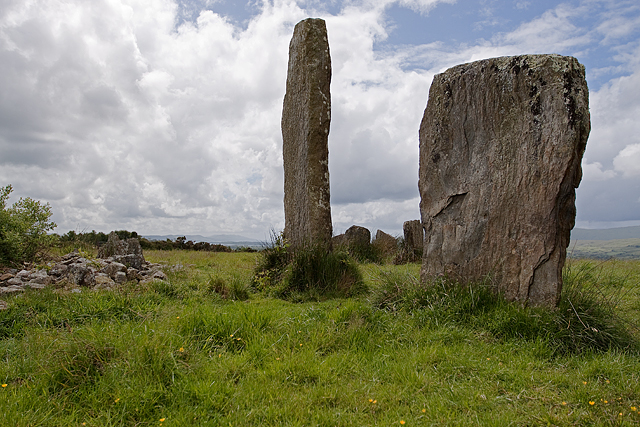
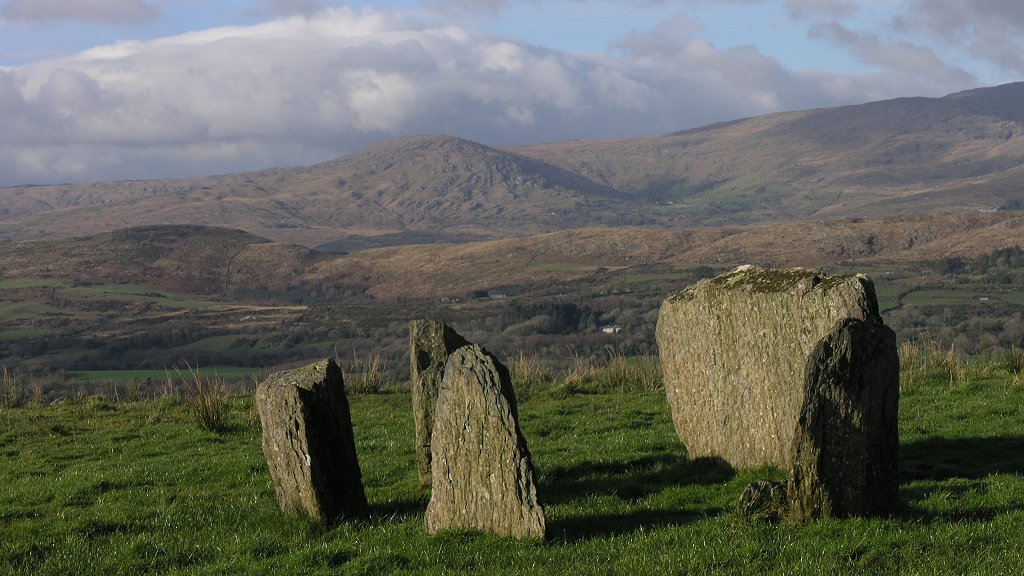
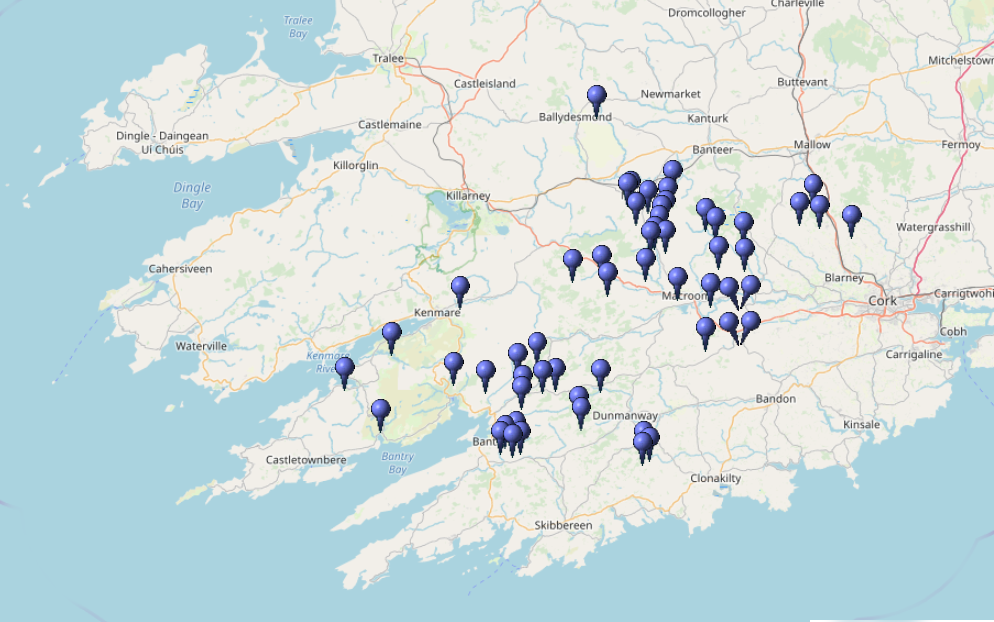
Verbreitung radial-stone cairns

- Neben den beiden Menhiren befindet sich ein kleiner Cairn, in dem sich ein Kreis aus kleinen, aufrecht gestellten Steinen befindet, die radial angeordnet, also mit ihren Längsachsen strahlenförmig nach außen gerichtet sind und als „Radial-stone cairns“ (nur 14 erhaltene) bezeichnet werden, weil die Steine mit ihrer Schmalseite zum Mittelpunkt zeigen.

In der Nähe liegen der Steinkreis von Breeny More und der Steinkreis von Illane.